# Андреја Павловић
Андреја Павловић, познатији као Профа, је наставник математике у Основној школи „Др Јован Цвијић” Смедерево, финалиста је прве националне награде за наставнике „Просветитељ” и добитник награде за изузетног наставника 2024. године.

## Биографија
Рођен је у Смедереву. Завршио је Основну школу „Др Јован Цвијић”, у којој данас ради као наставник математике. У шестом разреду био је првак региона у математици, као и првак такмичења „Архимедес”. Ишао је и на такмичења из биологије. Завршио је Гимназију Смедерево. Дипломирао је, као први у својој породици, на Математичком факултету Универзитета у Београду, завршио је специјалистичке курсеве Квантитативних метода истраживања на Факултету политичких наука Универзитета у Београду и Праведне транзиције на Балкану на Факултету за економију, финансије и администрацију Универзитета Метрополитан.
Његов рад са ученицима се заснива на уверењу да образовање мења свет и да свако дете носи јединствени таленат који је важно препознати и подржати на прави начин. Залаже се за модернизацију наставе, смањење броја предмета и обимности планова и програма, подршку наставницима, индивидуализацију наставе, смањење административног оптерећења и повезаност образовања и стварног света. Аутор је пројеката „Моја теорема” и „Угљенични отисак мога града” који комбинују науку, технологију и одрживи развој, као и „Гласови света” који глобално повезује ученике. Такође, аутор је образовних концепата као што су „Пет стубова зеленог образовања”. За време пандемије ковида 19 основао је Јутјуб канал „Профа” јер је сматрао да има обавезу и одговорност да сваки ученик има једноставно доступне лекције у доба пандемије и након ње. Предавао је и на бројним конференцијама, међу којима је „Образивни форум Игман 2024.” и „За боље образовање” форум. 
Организатор је хуманитарних акција и учесник иницијатива за заштиту животне средине. Члан је локалног парламента, Друштва математичара Србије и Удружења наставника Србије. Заговорник је пројеката као што су бесплатни уџбеници за ученике и Фонд за младе таленте. Бави се трчањем са препрекама као члан Спартан заједнице. Учесник је међународних трка, два пута квалификован каo представник Србије на Светском првенству у Спарти.

## Награде и признања
Добитник је бројних награда и признања:
- Националне награде:
  - Две награде Друштва математичара Србије за резултате постигнуте у раду са младим математичарима 2017―2018. и 2021―2022.[4]
  - Финалиста прве награде за наставнике „Просветитељ”[1] и добитник награде за изузетног наставника 2024. године, Фондације „Алек Кавчић”[3]
  - Светосавске награде Министарства просвете за изузетно залагање и значајна постигнућа у раду са ученицима у области математике и допринос унапређивању квалитета образовног и васпитног рада кроз обезбеђивање окружења подстицајног за ученике, утемељеног у међусобној сарадњи[9]

- Међународне награде:
  - Рангиран у топ 2% најбољих наставника на Међународној наставничкој олимпијади 2023. године[1][12]
  - „Најбољи наставник региона”, Удружења најбољих наставника и лидера региона[13]
  - Један од педесет најбољих наставника на свету за 2025. годину,[1][12] у финалу светског такмичења Глобална учитељска награда

- Званична признања:
  - Захвалница Министарства просвете за снимање часова за Радио–телевизију Србије у циљу подршке ученицима током пандемије[4]
  - Награда „Херој ученика” Уније средњошколаца Србије („Они су хероји”, ЕУ пројекат)[9]
  - Награда школе за изузетне резултате из математике – тринаест година заредом.